# V1tamin
Móré András, művésznevén: V1tamin (Budapest, 1972. május 20. –) magyar énekes, rapper, dalszerző és producer. Az 1990-es évek egyik legismertebb hazai popformációja, a Happy Gang énekese, frontembere, alapító tagja.

## Happy Gang
A Happy Gang az 1990-es évek közepén vált országosan ismertté. Olyan slágereik váltak közönségkedvencekké, mint a Kérek egy kulcsot a szívedhez, Sokáig voltam távol vagy a Boomshaka. A csapat sajátos stílusban ötvözte a popot, a rapet és az elektronikus tánczenét. V1tamin a Happy Gang dalainak zeneszerzője, de elsősorban énekhangjával, rapbetéteivel, energikus színpadi jelenlétével vált ismertté. Az együttes több albuma arany- és platinalemez lett, V1tamin vezetésével ma is rendszeres szereplője a hazai zenei eseményeknek, fesztiváloknak.

## Mélypont és felemelkedés
A 2017-ben V1tamin egy időre visszavonult a zenei életből. Nyilvános interjúiban nyíltan beszélt azokról a személyes kihívásokról, amelyek megnehezítették karrierjét, különösen az alkoholproblémákról. A felépülést követően új lendülettel tért vissza a zenei pályára, és azóta is aktívan dolgozik. A gyógyulási folyamatot követően céljául tűzte ki, hogy másokon is segítsen, különösen azoknak, akik hasonló problémákkal küzdenek. Segítő kezet nyújt azoknak, akik valóban le szeretnék tenni a poharat és nem tudtak még kilépni a szenvedélybetegség fogságából. 

## Különleges jótékonysági misszió
Több karitatív kezdeményezésben is részt vesz, és tevékenysége túlmutat a zenei szférán: így egy vakvezető kutya kiképzésében is részt vett önkéntes alapon, ami tovább erősítette társadalmi elköteleződését. V1tamin a Magyar Vakok és Gyengénlátók Országos Szövetsége “Kölyöknevelő” programjához csatlakozott, amelynek keretében vakvezetőkutya nevelésében vállal aktív szerepet.